# Charles Chetwynd-Talbot

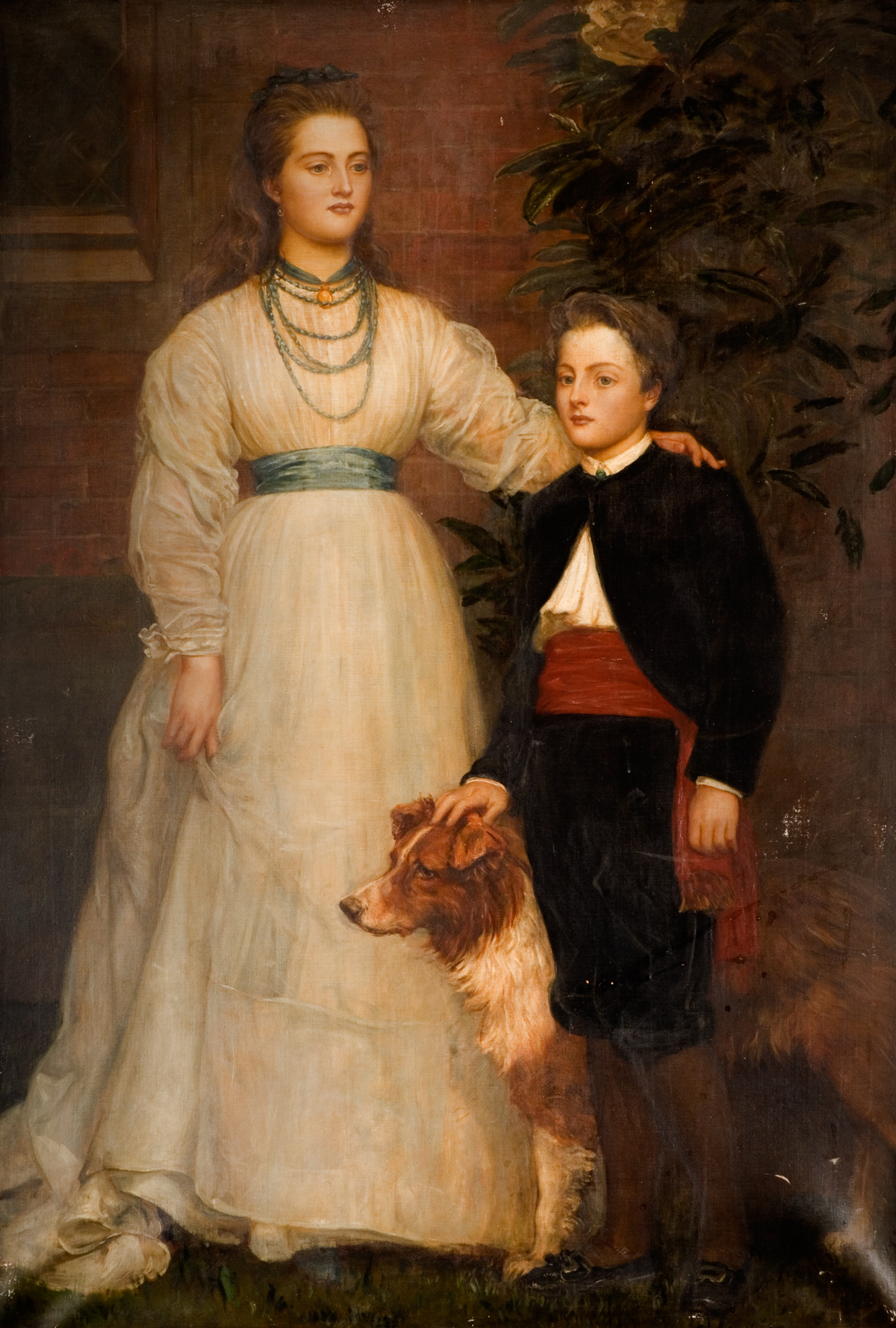
Talbot con su hermana Theresa

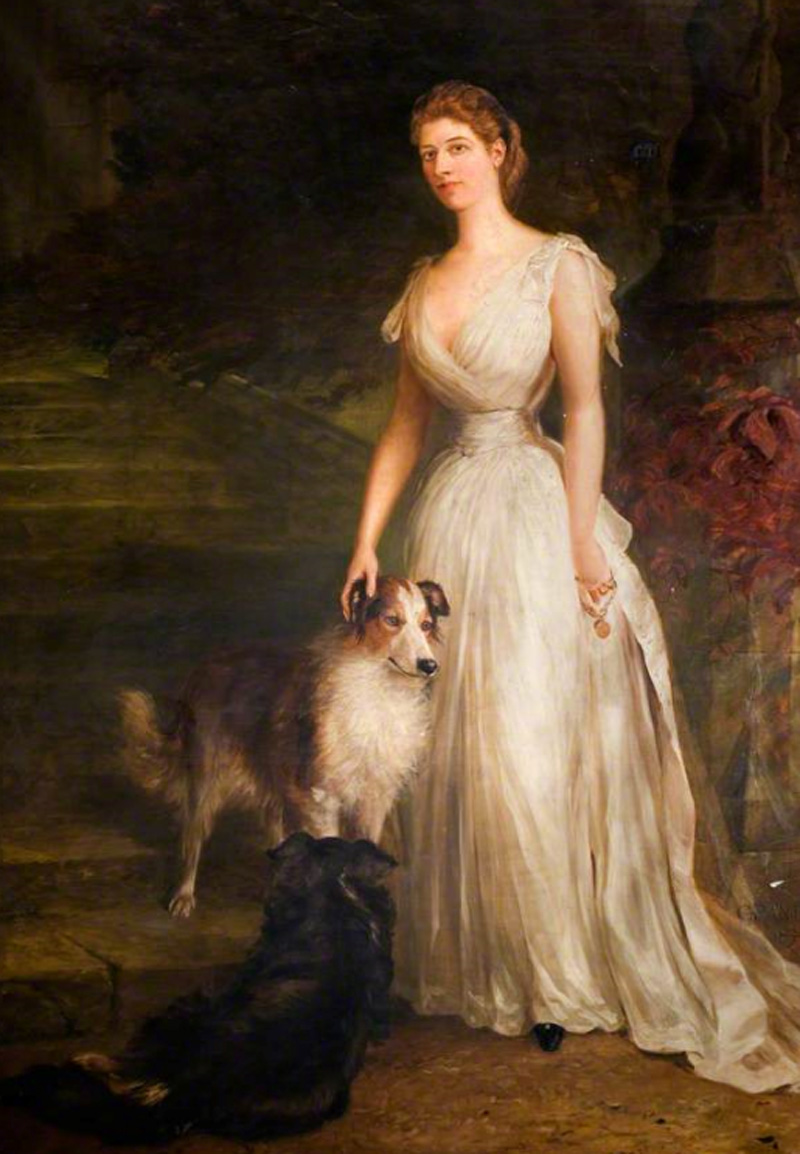
Ellen, esposa de Talbot, en 1894

Charles Henry John Chetwynd-Talbot (20º Conde de Shrewsbury, 20º Conde de Waterford, 5º Conde Talbot; Vizconde Ingestre de 1868 a 1877) (13 de noviembre de 1860 - 7 de mayo de 1921) fue un noble británico. Sus intereses económicos estuvieron ligados al servicio de coches de caballos en las grandes ciudades, y a la naciente industria del automóvil.

## Antecedentes familiares
Talbot nació en Eaton Place, Belgravia, Londres. Era el hijo único y heredero de Charles Chetwynd-Talbot, 19º Conde de Shrewsbury y 4º Conde de Talbot. Su abuelo, Henry Chetwynd-Talbot, 18º Conde de Shrewsbury, había heredado el título de un primo muy lejano, para lo que tuvo que presentar una reclamación ante el consejo de la nobleza de Gran Bretaña e Irlanda en la Cámara de los Lores, donde demostró ser descendiente del 2º Conde de Shrewsbury y Waterford. Talbot era hermano de Gertrude, que se casó con el 13º Conde de Pembroke, y de Theresa, una anfitriona notable, casada con el 6º Marqués de Londonderry.

## Herencia
Su enormemente rico padre murió cuando Talbot era un muchacho de 16 años. Todo el patrimonio pasó a la madre,  que falleció en 1912 con 51 años de edad.

## Educación y matrimonio
Talbot era alumno de Eton, cuando heredó sus títulos nobiliarios con tan solo dieciséis años de edad. Tenía diecinueve cuando se fugó con una mujer casada mayor que él, Ellen Palmer-Morewood, esposa del miembro de la cámara de los comunes Alfred Edward Miller Mundy de Shipley Hall, con quien se había casado en 1873.  Ellen era una nieta del 7º Barón Byron (un primo del poeta Lord Byron, 6º Barón), y concibió una hija. Posteriormente nacería su hijo y heredero, Charles John Alton Chetwynd-Talbot (1882–1915), Lord Ingestre, menos de tres meses después del matrimonio de sus padres. Charles John murió antes que sus padres, pero tuvo varios hijos, incluyendo al 21º Conde de Shrewsbury y Waterford, que heredó el título de su abuelo.

## Honores y cargos públicos
Como heredero nobiliario, Talbot ostentó los títulos de Lord Hereditario del Alto Consejo de Irlanda, cargo que le capacitó para estar presente en las coronaciones de los reyes Eduardo VII y Jorge V, acompañando al primero en su visita de estatado a Dublín en julio de 1903. Fue nombrado miembro de la Real Orden Victoriana en 1907. También recibió el cargo de Alto Consejero del Burgo de Stafford en 1892.

## Intereses ecuestres

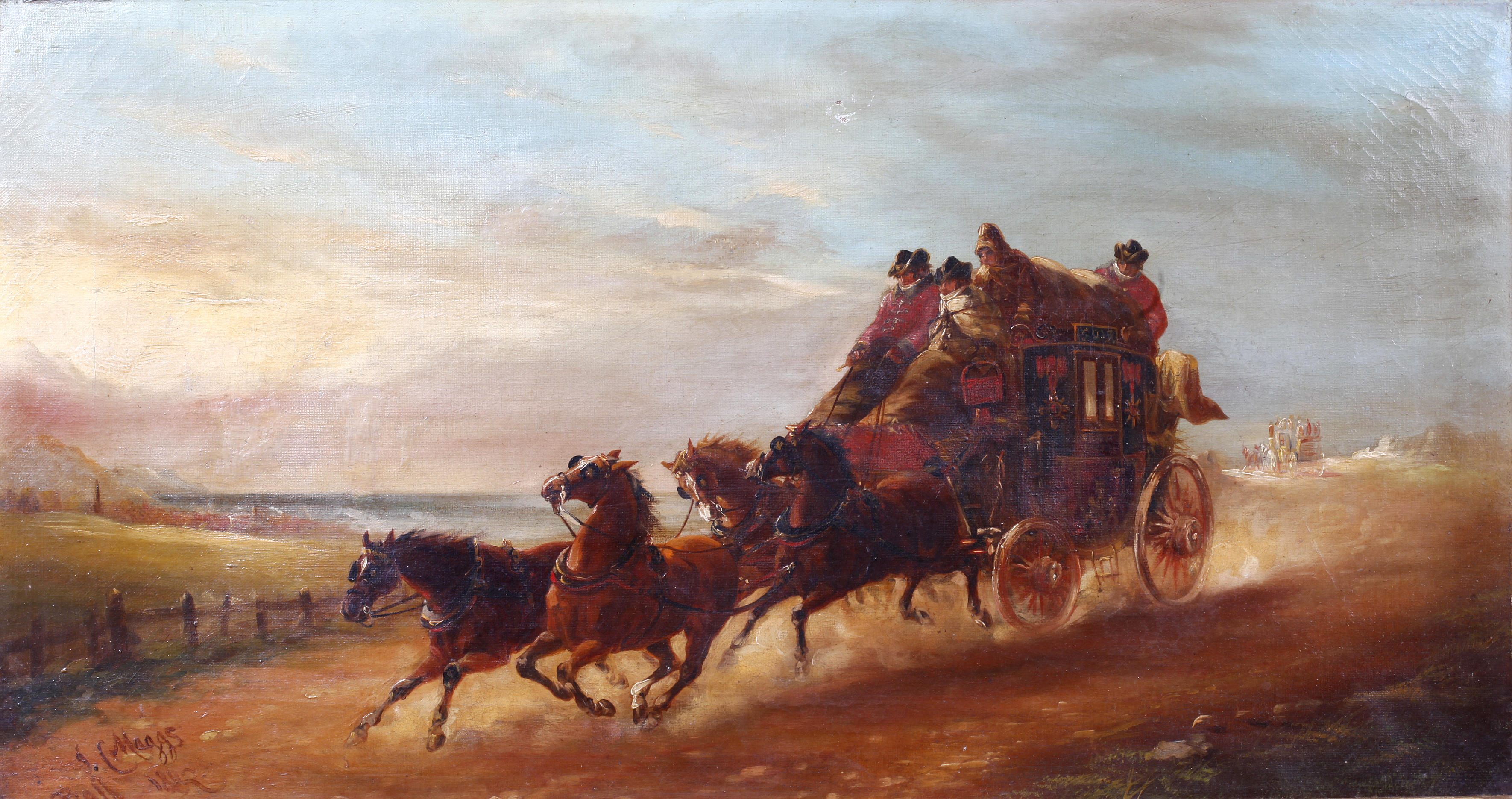
Diligencia Greyhound. 1884

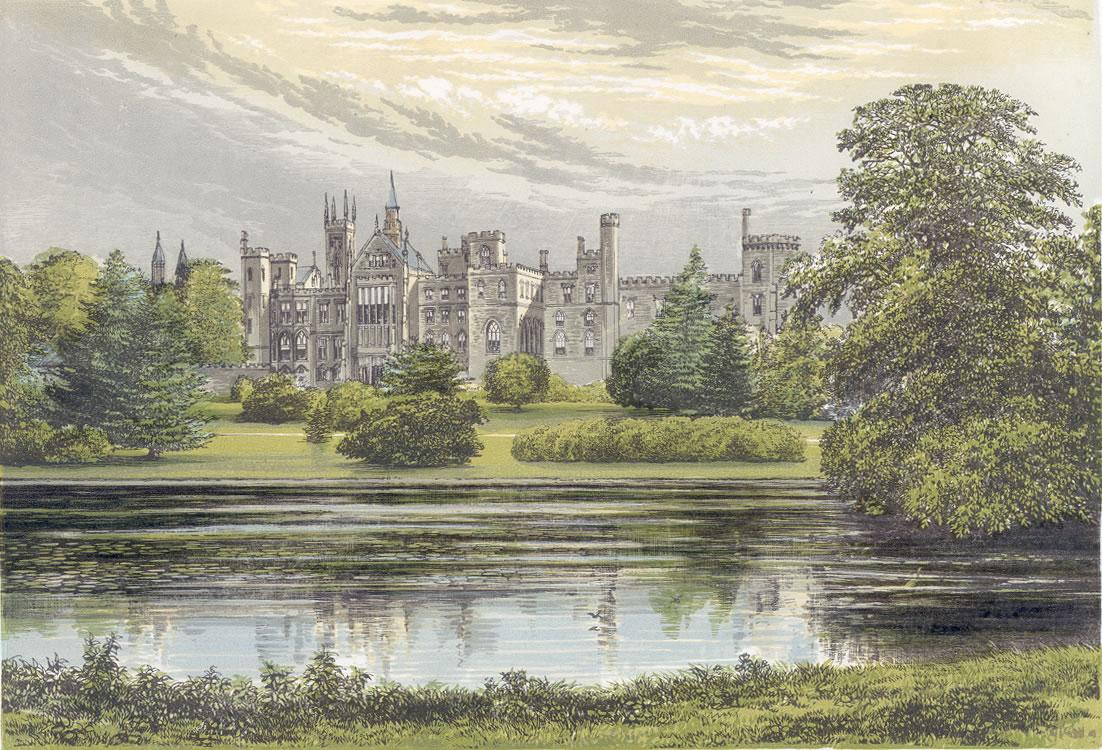
Alton Towers hacia 1880

Organizó su propio club de polo en 1893. En 1895,  fundó el Club de Polo de Staffordshire en la propiedad donde tenía su mansión, Ingestre Hall.
Aficionado a los coches de caballos, durante varias temporadas condujo diariamente un Greyhound (diligencia rápida) en el recorrido de 20 millas entre el entonces de moda balneario de Buxton y su casa, Alton Towers, actualmente convertida en atracción turística.

## Cohes de caballos de alquiler

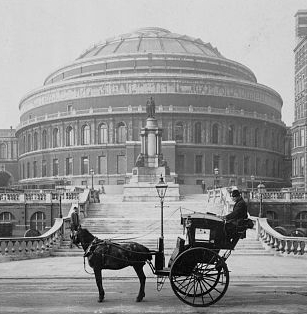
Coche de caballos Hansom delante del Royal Albert Hall

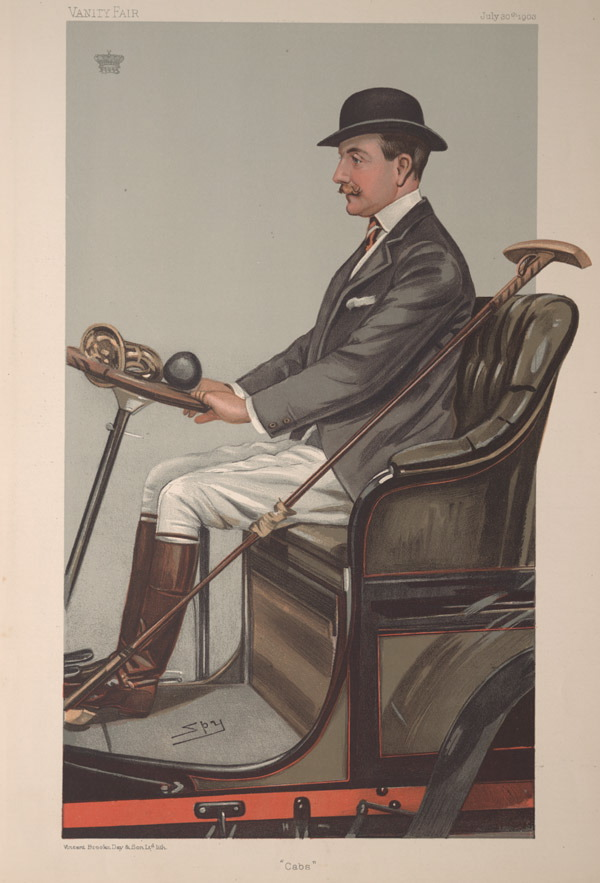
Caricatura de Talbot en 1903

Durante muchos años fue el propietario de una empresa de alquiler de coches de punto, (los hansom cab, un tipo de lujosos carruajes de seguridad diseñados por el arquitecto neoyorquino Joseph Hansom). Sus coches estaban marcados con el anagrama "S.T" (de Shrewsbury y Talbot) y los caballos eran "de la máxima calidad posible". Fue la primera compañía que dotó a sus taxis que operaban en Londres y en París con llantas silenciosas de caucho.
Con tan solo 23 años de edad, en el verano de 1884 inició el negocio en Westminster (Londres), con 35 carruajes Hansom Forder Real fabricados por la Forder de Wolverhampton, autorizada para los vehículos de la casa real y constructora de hansoms de lujo para uso privado. Los carruajes de Talbot fueron construidos según un diseño ligero especial patentado por Forder. La adopción de llantas de goma se tradujo en un mayor confort para los pasajeros, y contribuyó a alargar la vida útil de los coches. Todos sus caballos llevaban las crines recogidas y cada taxi lucía un emblema con una corona rodeada por las iniciales S y T. Las cuadras tenían teléfono, lo que facilitaba el solicitar un taxi.
Al principio los conductores pagaban una libra diaria por el uso del caballo y del carruaje, quedándose con el pago de sus servicios. En períodos de baja demanda, los conductores se pusieron en huelga para lograr una reducción de la tarifa que pagaban. En el verano de 1888 Talbot fundó una compañía cotizada, The Shrewsbury and Talbot Cab and Noiseless Tyre Company Limited, para comprar dos negocios: la empresa de taxis poseída y dirigida por el propio Talbot; y el negocio de la fabricación de ruedas de acero y caucho en Mánchester y Londres.
En la primavera de 1891, ante las huelgas anuales de los cocheros, Talbot puso los 300 caballos de su compañía a la venta, bajo protección policial, en las instalaciones de Battersea. En aquella época la compañía operaba desde numerosos establos en diferentes partes de Londres. La prensa informó en detalle de las condiciones ofrecidas a los conductores y de los precios de los caballos; y anunció que todos los animales puestos a la venta habían sido vendidos. La fuerte competencia de otras compañías de taxis se había convertido en un problema serio, que obligó a la suspensión. Finalmente, el negocio fue retomado en términos amistosos por otra compañía en octubre de 1891.

## Automoción

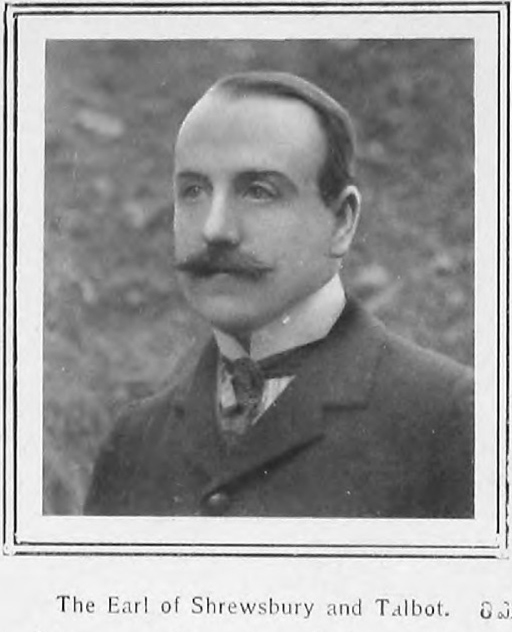

En noviembre de 1900, Talbot fundó otra compañía cotizada, la Shrewsbury S T and Challiner Tyre Company Limited, dedicada a la fabricación y venta de artículos de caucho para taxis, coches de caballos, automóviles, bicicletas, vehículos, neumáticos, tubos y cables. En diciembre de 1903 fue convocado en una acción judicial de Dunlop contra la importación de neumáticos Michelin como "proprietario de la empresa conocida como Maison Talbot en el Long Acre de Londres, dirigida por Mr. Weigel."
En marzo de 1901 el conde formó la compañía British Automobile Commercial Syndicate Limited  "con sus objetos suficientemente indicados por el título". Los accionistas no fueron personas de relieve. El primer presidente fue Talbot. Las oficinas en Long Acre ocupaban "cuatro pisos grandes". Doce meses más tarde Talbot fue nombrado presidente de  J. Rothschild e Hijo para dirigir el negocio de carrocerías de automóviles para expandir las actividades en Londres de los negocios franceses de los Rthoschild. En marzo de 1909 el conde hizo un anuncio formal del cierre de su empresa para evitar la competencia con los agentes de la propia Talbot Ltd.
En 1909 fundó la Homoil Trust Limited con un ingeniero de la Navy, un negociante de carbón y otro ingeniero consultor, para adquirir y desarrollar varias patentes para la producción de alquitrán a partir del carbón local, sustituyendo al petróleo. Cesó su actividad voluntariamente a finales de 1910.

## Automóviles Talbot
Artículos principales: Clément-Talbot y Talbot

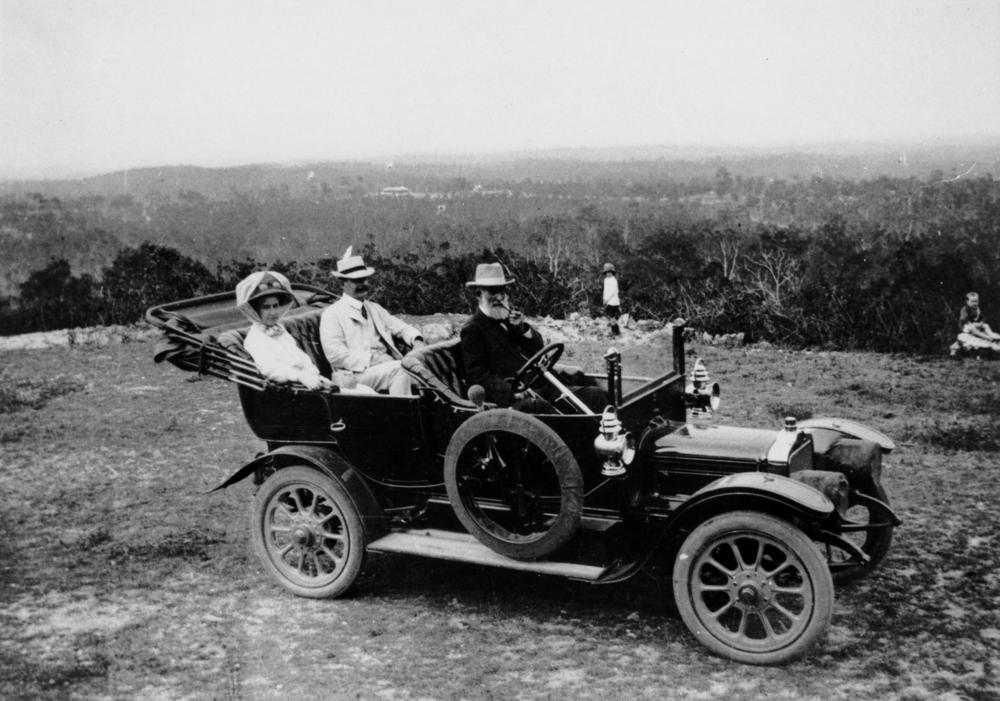
Talbot tourer 1910

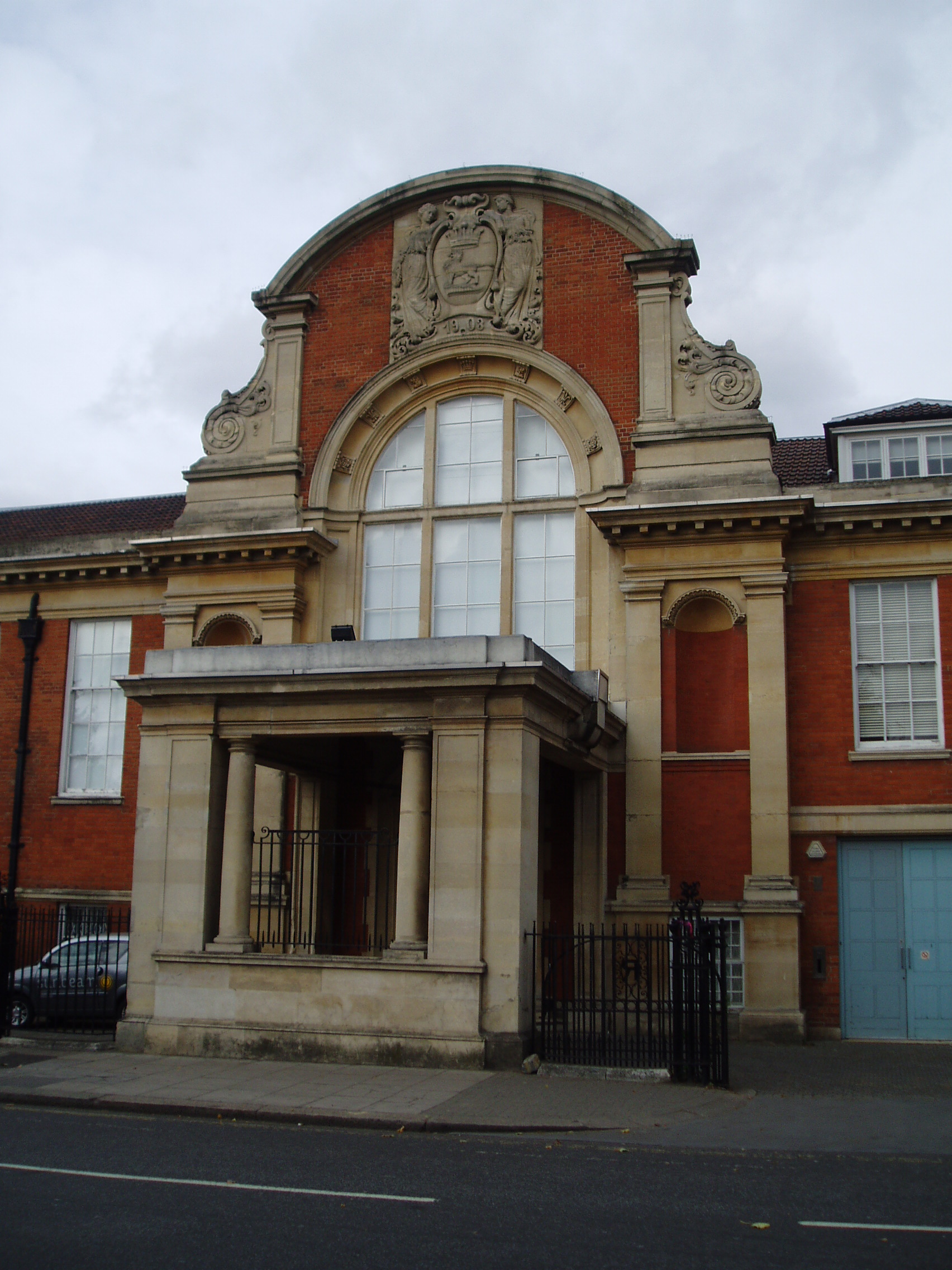
Talleres Clément-Talbot, North Kensington, mostrando su escudo de armas

Fundó la Clément-Talbot Limited en 1903, empresa para la que construyó la primera fábrica de automóviles del Reino Unido en North Kensington (Londres), con su escudo de armas personal en la fachada del edificio de administración. Se asoció con Adolphe Clément-Bayard como su "ingeniero" y empezó por importar los populares coches franceses de la marca Clément-Bayard a Gran Bretaña.
En noviembre de 1912, un Talbot de tan solo 25,6 caballos conducido por Percy Lambert, alcanzó una velocidad de 113,28 millas por hora (182 km/h) y rompió muchos otros registros de su categoría en el autódromo de Brooklands. El único coche más rápido en la pista fue un Mercedes-Benz de 84,8 caballos.

## Servicio de armas
Durante la Primera Guerra Mundial,  permaneció en Gran Bretaña, en el Cuerpo de Servicio del Ejército de 1914 a 1915, y provisionalmente como Comandante de los Reales Fusileros de Gales de 1916 a 1917. En enero de 1915, su hijo único, el Vizconde Ingestre, reservista en la Real Guardia de Caballería en los cuarteles de Regent Park, murió en Londres por una gripe seguida de una neumonía.

## Últimos años
Talbot murió en mayo de 1921, a los sesenta años de edad, y fue enterrado en la iglesia parroquial de Ingestre.